# Christian Kohlund
Christian Kohlund (Basilea, 17 agosto 1950) è un attore svizzero, noto per i ruoli in La clinica della Foresta Nera, Die Insel, Dream Hotel e Der Zürich-Krimi.

## Biografia
Christian Kohlund è nato dall'attore Erwin Kohlund e Margrit Winter, la sorella Franziska Kohlund fu attrice e regista. Fin da bambino recita in ruoli sia di teatro che di cinema. Da giovane studia recitazione, regia e produzione cinematografica. 
Dal 1970 al 1972 frequenta il Max-Reinhardt-Seminar e viene ingaggiato da diversi teatri. Recita presso il Residenztheater di Monaco di Baviera, il Theater in der Josefstadt di Vienna, il Volksbühne Berlin, il Schauspielhaus Zürich e il Ernst Deutsch Theater di Amburgo. Studia anche presso l'università di Cambridge in Inghilterra.
Inizia la carriera cinematografica con il film Der Fußgänger con Maximilian Schell (1973) e poi con Die Brücke von Zupanja (1975) e Das chinesische Wunder nel 1977 al fianco di Heinz Rühmann e Senta Berger. Nel 1983 recita in  Einmal Ku’damm und zurück.
Kohlund è noto soprattutto per le serie televisive ZDF La clinica della Foresta Nera e Die Insel.
Le sue partecipazioni alle serie televisive iniziano fin dai primi anni '80 in serie come Anna Maria – Eine Frau geht ihren Weg, Unter weißen Segeln, Anwalt Abel, Das Traumhotel, Die Alpenklinik,  Insel der Träume, L'ispettore Derrick, Un caso per due, Der Alte. Dal 2016 è protagonista in Der Zürich-Krimi della televisione tedesca ARD.
Kohlund è stato sposato con l'attrice austriaca Christine Buchegger.

## Filmografia (parziale)
- 1958: Die Käserei in der Vehfreude
- 1973: Der Fußgänger
- 1975: Die Brücke von Zupanja
- 1976: Tatort: Abendstern
- 1977: Das chinesische Wunder
- 1977: Abelard – Die Entmannung
- 1977: Unordnung und frühes Leid
- 1978–1998: L'ispettore Derrick (7 ep.)
- 1979–2001: Der Alte (11 ep.)
- 1981: Wettlauf nach Bombay
- 1984: Der Glücksritter – Die Abenteuer des Robert Curwich (2 ep.)
- 1985: Einmal Ku’damm und zurück
- 1986: La nave dei sogni: Bali (1986)
- 1986–1989: La clinica della Foresta Nera (35 ep.)
- 1987: Die Insel (6 ep.)
- 1989: Die Männer vom K3 – Der Mann im Dunkeln
- 1989: Leo Sonnyboy
- 1989: Maria Vandamme
- 1990: La nave dei sogni: New Orleans
- 1991: Ein Heim für Tiere (Untreue)
- 1992: Bony und sein Kommissar (13 ep.)
- 1992–1993: Der lange Weg des Lukas B. (6 ep.)
- 1993: Un caso per due: Ticket zum Himmel
- 1993: Die Bibel – Abraham (Abraham)
- 1993: Glückliche Reise – Namibia
- 1994–1997: Anna Maria – Eine Frau geht ihren Weg (33 ep.)
- 1997: La nave dei sogni: Hawaii
- 1997: Verwirrung des Herzens (11 ep.)
- 1998: Fröhliche Chaoten
- 1999: Klinik unter Palmen
- 1999: Alarm für Cobra 11 – Die Autobahnpolizei (Der Tod eines Jungen/Ein einsamer Sieg)
- 1999: Die Bibel – Jesus (Jesus)
- 1999: Rosamunde Pilcher – Das große Erbe
- 1999, 2000: Siska (3 ep.)
- 2000: Das Glück ist eine Insel
- 2000: Das Geheimnis des Rosengartens
- 2002: Die Bibel – Apokalypse (San Giovanni - L'apocalisse)
- 2002: Liebe, Lügen, Leidenschaften (6 ep.)
- 2002: Julius Caesar
- 2003: Gelübde des Herzens
- 2004: Unter weißen Segeln – Kompass der Liebe
- 2004: Mit deinen Augen
- 2004–2014: Das Traumhotel
- 2005: Rosamunde Pilcher – Königin der Nacht
- 2005: Die Schwarzwaldklinik – Die nächste Generation
- 2009: Von ganzem Herzen
- 2009: Island – Herzen im Eis
- 2010: Mord in bester Gesellschaft: Alles Böse zum Hochzeitstag
- 2010: Charlys Comeback
- 2011: Inga Lindström: Frederiks Schuld
- 2014: Kreuzfahrt ins Glück – Hochzeitsreise nach Barcelona
- 2015: Tatort: Erkläre Chimäre
- 2016: Der Zürich-Krimi
- 2017: Wilder (Knochen)
- 2017: Private Banking
- 2018–2019: Der Bergdoktor (14 ep.)
- 2020: Der Liebhaber meiner Frau
- 2021: Nord Nord Mord – Sievers und der schönste Tag
- 2024: Ein starkes Team (Tod einer Pflegerin)